# MSY (축산)
MSY는 축산업 용어로, Marketted-pigs per Sow per Year의 줄임말이다. 모돈(어미돼지) 한 마리당 1연간 생산된 돼지 중 출하체중(=판매체중, market weight)이 될 때까지 생존하여 판매된 마릿수를 말하며, 돼지를 생산하는 농장의 생산효율 지표로서 널리 사용된다.
PSY가 생물학적 생산성의 지표인 반면에, MSY는 농장의 경제적 실질효율성을 알려주는 지표이다. 과거에는 PSY와 큰 수치 차이가 없었으나, 비육 육성 과정 중 각종 질병과 환경 요인에 의한 폐사율이 높아짐에 따라 농장별 PSY - MSY 수치 차이가 크게 나면서 부각되었다.
유사한 생산효율 지표 수치로는 PSY와 LSY 등이 있다.